# Opstanden in Vlaanderen
Dit artikel geeft een overzicht van de opstanden in het graafschap Vlaanderen van de 12e tot de 16e eeuw.
Vlaanderen was een relatief dichtbevolkt en welvarend gebied, waar het centraal gezag van de Franse koning zwak was. Dat had tot gevolg dat de steden en lokale elites relatief veel macht kregen. Dit kan men beschrijven als de eerste tekenen van burgerlijke emancipatie of als een voortdurende strijd die geregeld leidde tot machtsgrepen onder wisselende allianties.

## 1127-1128
In 1127 werd graaf Karel de Goede vermoord door de Brugse familie van de Erembalden, die daarmee hun greep op de hoofdstad van het graafschap versterkten.
Lodewijk VI van Frankrijk stelde de Normandische vorst Willem Clito aan als nieuwe graaf, maar na opstanden in Rijsel, Sint-Omaars en Gent versloeg een coalitie van de derde stand de graaf in 1128. Clito zelf sneuvelde op 28 juni 1128 bij de belegering van Aalst.
Met steun van de rebellerende steden werd Diederik van de Elzas de nieuwe graaf.

## 1279-1305
Vanaf 1279 kwam het tot geregelde revoltes in de lakenindustrie: Doornik (1279-81), Sint-Omaars (1280-83), Ieper (de Cockerulle van 1280), Brugge (de Moerlemaye van 1280-81), Gent (1280).
De opstandelingen eisten invloed op de belastingen, die de rijken bevoordeelden, en vonden steun bij de graaf, Gwijde van Dampierre. De graaf zag hier een kans om de macht van de stedelijke oligarchen te verminderen, die op hun beurt steun zochten bij de Franse koning, die meer greep nastreefde op dit rijke graafschap. Hier ontstaat de tegenstelling tussen liebaards en leliaarts.
Na moordaanslagen op het Franse garnizoen in Brugge loopt deze fase van stedelijke opstandigheid in 1302 uit op een militaire confrontatie bij Kortrijk, gekend als de Guldensporenslag, die verrassend door de opstandelingen (met de graaf aan hun kant) gewonnen werd.
De ambachtsgilden namen de macht over in de grote Vlaamse steden.
De verloren Zeeslag bij Zierikzee en de onbeslist maar met zware verliezen geleden Slag bij Pevelenberg in 1304 leidde tot het Verdrag van Athis-sur-Orge, amnestie, met een zware hoge boete voor het graafschap.

## 1305-1360
De gilden bleven in strijd met de patriciërs die hun politieke macht probeerden terug te winnen. Het kwam geregeld tot rellen en gewelddadige confrontaties.
Tussen 1323 en 1328 kwam Kust-Vlaanderen in opstand tegen hoge belastingdruk en sociale ongelijkheid. Boeren uit het Brugse Vrije en burgers uit Brugge en andere steden sloten zich aaneen en in 1325 controleerden deze rebellen zowat het hele graafschap. Zij vormden tijdelijk een bestuur onder Robrecht van Kassel, tegen diens neef graaf Lodewijk van Nevers die met Franse en patricische steun de machtsstrijd won.
Tien jaar later, in 1338, vestigde Jacob van Artevelde een soortgelijk bewind in Gent en liet enige jaren zijn gezag over het hele graafschap gelden. Op 26 januari 1340 liet hij Eduard III van Engeland te Gent tot koning van Frankrijk uitroepen en zodoende tot nieuwe soeverein van Vlaanderen. Van Artevelde werd in 1345 vermoord als slachtoffer van rivaliteiten in zijn eigen stad.
In 1359 vochten de wevers in Brugge, Ieper en Gent zich opnieuw naar een plaats in de stadsbesturen.

## 1379-1453
De zogenaamde Gentse Oorlog (1379-1385), onder leiding van Jan Hyoens, Frans Ackerman en Filips van Artevelde, verspreidde zich opnieuw over het hele graafschap. De Gentse rebellen versloegen in 1382 de graaf Lodewijk van Male op het Beverhoutsveld en namen Brugge in. Een opstandig ambachtsregime nam voor korte tijd de macht over in Ieper. Filips stierf in de Slag bij Westrozebeke tegen Franse leger geleid door de schoonzoon van Lodewijk, Filips de Stoute.
In 1385 sloot de hertog van Bourgondië Filips de Stoute een compromis met het rebelse Gent om als graaf van Vlaanderen aanvaard te worden. In de decennia die volgden kwam het geregeld tot confrontaties tussen de hertog en zijn opvolgers Jan zonder Vrees (1404-1419), Filips de Goede (1419-1467), graaf van Vlaanderen, en de steden Brugge (1409, 1411 en 1436-38) en Gent (1401, 1406, 1411, 1414, 1423, 1432, 1437, 1440, 1449-53).

## 1467-1540
Bij de inauguratie in 1467 van Karel de Stoute te Gent leiden de aanslepende spanningen weer tot een heftige confrontatie. Het Bourgondische hof moest zich telkens opnieuw weren om de politieke macht in de steden te controleren.
Karels dochter Maria van Bourgondië, aan wie de Gentenaars het Groot Privilege oplegden, trouwde met Maximilaan, koning van Duitsland en later keizer van het Roomse Rijk. Het verzet tegen Maximilaan als regent leidde ertoe dat deze van januari tot mei 1488 door de Bruggelingen gevangen gehouden werd, een nooit eerder geziene actie tegenover het hoogste gezag in Europa na de paus.
De keizer won echter het pleit, hetgeen de Gentenaars niet belette in 1515 opnieuw de inauguratie van Karel V als Vlaamse graaf te verstoren. De Gentse Opstand van 1540 was een laatste vergeefse verzetspoging. Aan de represaille van de graaf, die intussen ook keizer geworden was en over een wereldrijk heerste, houden de Gentenaars hun bijnaam van stroppendragers over.

## 1566-1584
De opstanden van de tweede helft van de 16e eeuw. het begin van de Tachtigjarige Oorlog, lopen gedeeltelijk samen met de protestantse opstand in Europa. De Beeldenstorm, die in 1566 over de Nederlanden raasde, begon in het Zuid-Vlaamse Steenvoorde.
Van 1577 tot 1584 regeerde de Gentse Republiek over grote delen van Vlaanderen. In die periode sloten de Vlaamse steden zich aan bij de Unie van Utrecht en het Plakkaat van Verlatinghe. Hieraan kwam een einde nadat een koninklijk 'Spaans' leger de Vlaamse en Zuid-Brabantse steden heroverde, met als groot wapenfeit de Val van Antwerpen in 1585.

## Bron
- Jan DUMOLYN & Jelle HAEMERS, Middeleeuwse opstanden in Vlaanderen, in Vlaams Marxistisch Tijdschrift, winter 2007